# Comizio elettorale

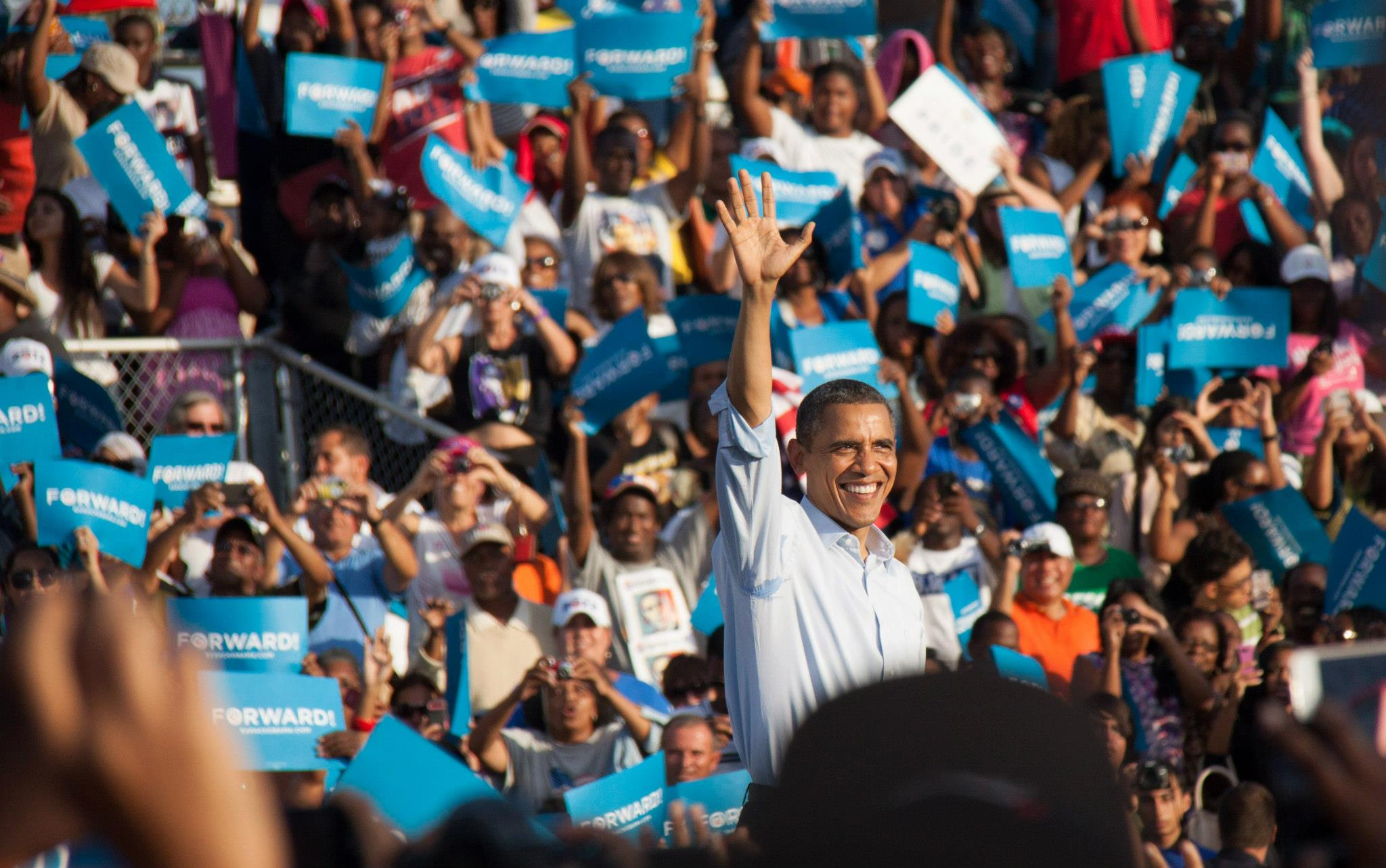
L'ex presidente USA Barack Obama in Florida nel 2011

Un comizio elettorale è un tipo di orazione. 

## Descrizione
Viene tenuto, mediante le tecniche della retorica allo scopo di persuadere, influenzare o per lo meno, perorare la causa e le argomentazioni del partito (o movimento) politico, del candidato in questione o oggetto di sostegno propagandistico. Tradizionalmente, nella storia si teneva principalmente per mezzo di discorsi o declamazioni in luoghi pubblici (es. piazze e altri spazi analoghi) dove si potesse radunare - o fosse di passaggio - l'auditorio interessato; nel corso del tempo ha preso piede l'uso dei mezzi di comunicazione di massa, capaci di travalicare confini territoriali, e di garantire vaste copertura ed immediatezza. Nel caso in cui vi siano compresenti più politici o partiti è possibile che muti in un dibattito.